# Apterostigma
Apterostigma (лат.) — род муравьёв трибы грибководов Attini из подсемейства Myrmicinae. Характерны своим тесным симбиозом с грибами. Семьи малочисленные (пара десятков особей). Мелкие мономорфные муравьи, тело гладкое (без шипиков и отростков), покрыто многочисленными волосками. Стебелёк между грудкой и брюшком состоит из двух члеников: петиолюса и постпетиолюса (последний чётко отделён от брюшка), жало развито, куколки голые (без кокона). Гнездо состоит из нескольких камер для грибных садов. В качестве субстрата для грибницы используют фекалии насекомых и кусочки древесины, в которой гнездятся.
На личинках Apterostigma dentigerum паразитируют мухи Pseudogaurax paratolmos  (Diptera: Chloropidae)

## Распространение
Род Apterostigma характерен исключительно для Нового Света и встречается в Неотропике.

## Генетика
Геном вида Apterostigma dentigerum: 0,65 пг (C value).
Диплоидный набор хромосом 2n = 20, 24.

## Классификация
Род включает около 40 видов, в том числе:
- Apterostigma affinis (Santschi, 1922)
- Apterostigma angustum Lattke, 1997
- Apterostigma auriculatum (Wheeler, 1925)
- Apterostigma billi (Weber, 1938)
- Apterostigma bolivianum (Weber, 1938)
- Apterostigma bruchi (Santschi, 1919)
- Apterostigma calverti (Wheeler, 1911)
- Apterostigma carinatum Lattke, 1997
- Apterostigma chocoense Lattke, 1997
- Apterostigma collare (Emery, 1896)
- Apterostigma dentigerum (Wheeler, 1925)
- Apterostigma dorotheae (Weber, 1937)
- †Apterostigma electropilosum Schultz, 2007
- †Apterostigma eowilsoni Schultz, 2007
- Apterostigma epinotale (Weber, 1937)
- Apterostigma fallax (Borgmeier, 1934)
- Apterostigma fusinodum (Weber, 1938)
- Apterostigma gibbum (Weber, 1938)
- Apterostigma goniodes Lattke, 1997
- Apterostigma ierense (Weber, 1937)
- Apterostigma jubatum Wheeler, 1925
- Apterostigma luederwaldti (Santschi, 1923)
- Apterostigma madidiense (Weber, 1938)
- Apterostigma manni (Weber, 1938)
- Apterostigma mayri (Forel, 1893)
- Apterostigma megacephala (Lattke, 1999)
- Apterostigma moelleri (Forel, 1892)
- Apterostigma peruvianum (Wheeler, 1925)
- Apterostigma pilosum (Mayr, 1865)
- Apterostigma reburrum Lattke, 1997
- Apterostigma robustum (Emery, 1896)
- Apterostigma scutellare (Forel, 1885)
- Apterostigma steigeri (Santschi, 1911)
- Apterostigma tramitis (Weber, 1940)
- Apterostigma urichii (Forel, 1893)
- Apterostigma wasmannii (Forel, 1892)